# Classe Andrasta
Pour les articles homonymes, voir Andrasta (homonymie).
La classe Andrasta (anciennement SMX-23) et désormais Scorpene 1000, est un concept de sous-marin conçue par DCNS (France) et présenté en 2006 ; il est considéré comme le petit frère du Scorpène, avec seulement 48 mètres de long pour un déplacement compris entre 855 et 950 tonnes (contre 76 mètres et 1 650 tonnes pour le Scorpène).

## Historique
En octobre 2004, DCNS présente l'étude SMX-22, un concept de plate-forme sous-marine
composée de trois sous-marins : un central, constituant la plateforme maîtresse qui remplit les
différentes missions d’un système de commandement central, et deux sous-marins plus petits (« baby-soum ») optimisés pour une très haute efficacité au combat. Ces différents sous-marins
peuvent être connectés entre eux ou opérer comme trois sous-marins indépendants. Le SMX-22 est alors conçu pour être à même de répondre à différents types de missions : frappe dans la profondeur, attaque de forces navales ou les opérations spéciales. À l'époque, les clients potentiels s'intéressent surtout au « baby-soum », petit mais suffisamment armé pour la protection des zones littorales, la proximité des bases navales permettant de se dispenser d'une grande autonomie. Le « baby-soum » deviendra le SMX-23.

## Caractéristiques
L'Andrasta est tout spécialement créé pour les pays souhaitant disposer d'une force sous-marine spécialisée dans le combat côtier ; il constitue une alternative moins onéreuse que le Scorpène. Il peut, selon DCNS, se déplacer à 15 nœuds, plonger jusqu'à 200 mètres de profondeur, et évoluer par petits fonds. Son autonomie est de 2 semaines et de 5 jours en immersion.
En matière d'armement, ce submersible est doté de 6 tubes de lancement pour torpilles lourde, type BlackShark, de missiles anti-navire comme l'Exocet SM-39 construit par MBDA et de mines.
Il est doté d'un sas de sortie pour un maximum de 8 nageurs de combat et d'équipements militaires électroniques divers. Son kiosque de deux étages est doté d'une passerelle de navigation panoramique offrant une vision de plus de 180°.

## Export
En décembre 2020, aucune commande n'a pour l'heure été effectuée pour ce navire, même si différentes pistes existent pour le Moyen-Orient.